# Filippo Guglielmo del Palatinato
Filippo Guglielmo di Neuburg (Neuburg an der Donau, 24 novembre 1615 – Vienna, 2 settembre 1690) fu conte palatino, duca del Palatinato-Neuburg, duca di Jülich e Berg dal 1653 al 1690 ed elettore palatino.
Era figlio di Volfango Guglielmo del Palatinato-Neuburg e di Maddalena di Baviera.

## Biografia
Nel 1685, con la morte del cugino protestante, l'elettore palatino Carlo II del Palatinato, ereditò il Palatinato, tornando alle riforme di Ottone Enrico del Palatinato, che scacciarono i protestanti dai territori cattolici. Le continue proteste di Elisabetta Carlotta del Palatinato, cognata di Luigi XIV di Francia, furono il pretesto per la Francia di invadere il Palatinato nel 1688, scatenando la guerra dei Nove anni.
Filippo Guglielmo contrasse due matrimoni: in prime nozze sposò Anna Caterina Vasa, figlia del re Sigismondo III Vasa di Polonia che però gli diede un figlio nato e morto il 18 luglio 1645.
Nel 1653 si risposò con Elisabetta Amalia d'Assia-Darmstadt, figlia di Giorgio II d'Assia-Darmstadt, che gli diede ben 17 figli, inclusi i due successivi elettori palatini, Giovanni Guglielmo e Carlo III Filippo.

## Discendenza
Filippo Guglielmo ed Elisabetta Amalia ebbero:
- Eleonora Maddalena Teresa (1655-1720), sposò nel 1676 l'imperatore Leopoldo I d'Asburgo (1640-1705);
- Maria Adelaide Anna (nata e morta nel 1656);
- Sofia Elisabetta (1657-1658);
- Giovanni Guglielmo (1658-1716), sposò nel 1678 l'arciduchessa Maria Anna Giuseppina d'Asburgo (1654-1689) e alla morte di questa sposò nel 1691 Anna Maria Luisa de' Medici (1667-1743);
- Volfango Giorgio Federico (1659-1683), vescovo ausiliare di Colonia;
- Luigi Antonio (1660-1694), vescovo di Worms;
- Carlo Filippo (1661-1742), sposò nel 1688 la principessa Ludwika Karolina Radziwiłł (1667-1695), vedova del principe Luigi di Brandeburgo, nel 1701 la principessa Teresa Caterina Lubomirska (1683-1712) e nel 1728/29 morganaticamente la contessa Violante Maria Teresa von Thurn und Taxis (1683-1734);
- Alessandro Sigismondo (1663-1737), vescovo di Augusta;
- Francesco Luigi (1664-1732), arcivescovo di Treviri e Magonza;
- Federico Guglielmo (1665-1689), arciprete della cattedrale di Münster;
- Maria Sofia Elisabetta (1666-1699) sposò nel 1687 il re Pietro II del casato di Braganza;
- Maria Anna Adelaide (1667-1740) sposò nel 1690 il re Carlo II di Spagna;
- Filippo Guglielmo Augusto (1668-1693) sposò nel 1690 la principessa Anna Maria Francesca di Sassonia-Lauenburg (1672-1741);
- Dorotea Sofia (1670-1748) sposò nel 1690 il duca Odoardo II Farnese di Parma e Piacenza (1666-1693) e nel 1696 il duca Francesco Farnese di Parma e Piacenza (1678-1727);
- Edvige Elisabetta Amalia (1673-1722) sposò nel 1691 Jakub Ludwik Sobieski di Polonia (1668-1737);
- Leopoldina Eleonora (1679-1693), venne fidanzata al principe Massimiliano II Emanuele di Baviera, ma morì di tubercolosi prima di averlo potuto sposare.

## Ascendenza
|                                           |                      |                                | Genitori                      |  |  | Nonni |  |  | Bisnonni                            |  |  | Trisnonni                           |  |
|                                           |                      |                                |                               |  |  |       |  |  | Volfango del Palatinato-Zweibrücken |  |  | Luigi II del Palatinato-Zweibrücken |  |
|                                           |                      |                                |                               |  |  |       |  |  | Volfango del Palatinato-Zweibrücken |  |  | Luigi II del Palatinato-Zweibrücken |  |
|                                           |                      | Elisabetta d'Assia             |                               |  |  |       |  |  | Volfango del Palatinato-Zweibrücken |  |  |                                     |  |
| Filippo Luigi del Palatinato-Neuburg      |                      |                                |                               |  |  |       |  |  | Volfango del Palatinato-Zweibrücken |  |  |                                     |  |
|                                           |                      | Anna d'Assia                   | Filippo I d'Assia             |  |  |       |  |  |                                     |  |  |                                     |  |
|                                           |                      | Anna d'Assia                   | Filippo I d'Assia             |  |  |       |  |  |                                     |  |  |                                     |  |
|                                           |                      | Anna d'Assia                   | Cristina di Sassonia          |  |  |       |  |  |                                     |  |  |                                     |  |
| Volfango Guglielmo del Palatinato-Neuburg |                      | Anna d'Assia                   |                               |  |  |       |  |  |                                     |  |  |                                     |  |
|                                           |                      | Guglielmo di Jülich-Kleve-Berg | Giovanni III di Kleve         |  |  |       |  |  |                                     |  |  |                                     |  |
|                                           |                      | Guglielmo di Jülich-Kleve-Berg | Giovanni III di Kleve         |  |  |       |  |  |                                     |  |  |                                     |  |
|                                           |                      | Guglielmo di Jülich-Kleve-Berg | Maria di Jülich-Berg          |  |  |       |  |  |                                     |  |  |                                     |  |
| Anna di Jülich-Kleve-Berg                 |                      | Guglielmo di Jülich-Kleve-Berg |                               |  |  |       |  |  |                                     |  |  |                                     |  |
|                                           |                      | Maria d'Austria                | Ferdinando I d'Austria        |  |  |       |  |  |                                     |  |  |                                     |  |
|                                           |                      | Maria d'Austria                | Ferdinando I d'Austria        |  |  |       |  |  |                                     |  |  |                                     |  |
|                                           |                      | Maria d'Austria                | Anna Jagellone                |  |  |       |  |  |                                     |  |  |                                     |  |
| Filippo Guglielmo del Palatinato          |                      | Maria d'Austria                |                               |  |  |       |  |  |                                     |  |  |                                     |  |
|                                           | Alberto V di Baviera | Guglielmo IV di Baviera        |                               |  |  |       |  |  |                                     |  |  |                                     |  |
|                                           | Alberto V di Baviera | Guglielmo IV di Baviera        |                               |  |  |       |  |  |                                     |  |  |                                     |  |
|                                           | Alberto V di Baviera | Maria Giacomina di Baden       |                               |  |  |       |  |  |                                     |  |  |                                     |  |
| Guglielmo V di Baviera                    | Alberto V di Baviera |                                |                               |  |  |       |  |  |                                     |  |  |                                     |  |
|                                           |                      | Anna d'Austria                 | Ferdinando I d'Austria        |  |  |       |  |  |                                     |  |  |                                     |  |
|                                           |                      | Anna d'Austria                 | Ferdinando I d'Austria        |  |  |       |  |  |                                     |  |  |                                     |  |
|                                           |                      | Anna d'Austria                 | Anna Jagellone                |  |  |       |  |  |                                     |  |  |                                     |  |
| Maddalena di Baviera                      |                      | Anna d'Austria                 |                               |  |  |       |  |  |                                     |  |  |                                     |  |
|                                           |                      | Francesco I di Lorena          | Antonio di Lorena             |  |  |       |  |  |                                     |  |  |                                     |  |
|                                           |                      | Francesco I di Lorena          | Antonio di Lorena             |  |  |       |  |  |                                     |  |  |                                     |  |
|                                           |                      | Francesco I di Lorena          | Renata di Borbone-Montpensier |  |  |       |  |  |                                     |  |  |                                     |  |
| Renata di Lorena                          |                      | Francesco I di Lorena          |                               |  |  |       |  |  |                                     |  |  |                                     |  |
|                                           |                      | Cristina di Danimarca          | Cristiano II di Danimarca     |  |  |       |  |  |                                     |  |  |                                     |  |
|                                           |                      | Cristina di Danimarca          | Cristiano II di Danimarca     |  |  |       |  |  |                                     |  |  |                                     |  |
|                                           |                      | Cristina di Danimarca          | Isabella d'Asburgo            |  |  |       |  |  |                                     |  |  |                                     |  |
|                                           |                      | Cristina di Danimarca          |                               |  |  |       |  |  |                                     |  |  |                                     |  |